# Salvador Botella
Pour les articles homonymes, voir Botella.
Botella  Rodrigo est un nom espagnol. Le premier nom de famille, en général paternel, est Botella ; le second, en général maternel, souvent omis, est Rodrigo.
Salvador Botella Rodrigo, né le 27 mars 1929 à Almussafes et mort le 18 décembre 2006 à Riba-roja de Túria est un coureur cycliste espagnol. Professionnel de 1953 à 1962, il a notamment remporté le Tour de Catalogne en 1953 et 1959 et le classement par points du Tour d'Espagne 1958.

## Palmarès

### Palmarès année par année
- 1953
  - Tour de Catalogne :
    - Classement général
    - 3e étape

  - 3e du Campeonato Vasco-Navarro de Montaña
- 1954
  - 3e étape de la Bicyclette basque
  - Tour du Levant :
    - Classement général
    - 1re étape
- 1955
  - 8e étape du Tour d'Andalousie
  - Trofeo Jaumendreu
  - 10e étape du Tour de Catalogne
  - 3e étape du Tour des Pyrénées
  - 2e du Tour d'Andalousie
  - 8e du Tour d'Italie
- 1956
  - 4e étape de la Bicyclette basque
  - Tour de Majorque
  - 2e du Trofeo Jaumendreu
  - 3e de Barcelone-Vilada
- 1957
  - 4e et 6e étapes du Tour du Levant
  - 2e et 3e étapes du Tour de La Rioja
  - 8e étape du Tour de Catalogne
  - Tour du Sud-Ouest espagnol :
    - Classement général
    - 1re, 2e, 7e et 8e étapes

  - 2e du Tour du Levant
  - 2e du Tour de Catalogne
  - 3e du Tour de La Rioja
  - 10e du Tour d'Espagne
- 1958
  -  Classement par points du Tour d'Espagne
  - 3e étape du Tour d'Italie
  - 2e du championnat d'Espagne sur route
- 1959
  - Tour de Catalogne
  - 3e de la Bicyclette basque
- 1960
  - 8e étape du Tour du Levant
  - 4e étape de Barcelone-Madrid
  - 9e étape du Tour d'Espagne
  - 4e étape du Tour d'Italie
  - 7e du Tour d'Espagne
- 1961
  - 6e et 8e étapes du Tour d'Andalousie
  - Tour du Levant
  - 5e étape de Barcelone-Madrid

### Résultats sur les grands tours

#### Tour de France
4 participations
- 1954 : 54e
- 1955 : abandon (10e étape)
- 1956 : 65e
- 1958 : abandon (21e étape)

#### Tour d'Espagne
8 participations
- 1955 : 11e
- 1956 : abandon (16e étape)
- 1957 : 10e,  maillot amarillo pendant 1 jour
- 1958 : 14e,  vainqueur du classement par points
- 1959 : 24e
- 1960 : 7e, vainqueur de la 9e étape
- 1961 : 14e
- 1962 : abandon (16e étape)

#### Tour d'Italie
7 participations
- 1954 : 45e
- 1955 : 8e
- 1956 : abandon (18e étape)
- 1957 : abandon
- 1958 : 15e, vainqueur de la 3e étape,  maillot rose pendant 1 jour
- 1960 : 29e, vainqueur de la 8e étape
- 1961 : abandon